# Alluria
Alluria är ett släkte av skalbaggar. Alluria ingår i familjen vivlar.
Kladogram enligt Catalogue of Life:
| Alluria | \| \| Alluria spinosa \| \| \| \| |
|         | \| \| Alluria spinosa \| \| \| \| |
|         | Alluria spinosa                   |
|         |                                   |